# Consumer Technology Association
Pour les articles homonymes, voir CEA.
La Consumer Technology Association (CTA), ancien Consumer Electronics Association (CEA), est un organisme de normalisation et un syndicat professionnel pour l'industrie de l'électronique grand public aux États-Unis.